# El Aliso
El Aliso är en ort i Mexiko.   Den ligger i kommunen El Fuerte och delstaten Sinaloa, i den västra delen av landet, 1 200 km nordväst om huvudstaden Mexico City. El Aliso ligger 46 meter över havet och antalet invånare är 433.
Terrängen runt El Aliso är platt. Runt El Aliso är det ganska glesbefolkat, med 23 invånare per kvadratkilometer. Närmaste större samhälle är San Blas, 12,5 km söder om El Aliso. I omgivningarna runt El Aliso växer huvudsakligen savannskog.